# Wilhelm I. von Limburg-Styrum
Wilhelm I. von Limburg-Styrum (* um 1420; † 28. Februar 1459) war ein deutscher Adliger, durch Erbe Herr von Styrum.

## Abstammung
Wilhelm I. war der erstgeborene Sohn von Eberhard von Limburg-Styrum († um 1425) und dessen Ehefrau Gräfin Ponzetta von Neuenahr‑Dyck, verwitwete von Saffenberg (* 1406; † um 1450).

## Ehe und Nachkommen
Wilhelm heiratete am 4. März 1448 Gräfin Agnes (* um 1420; † um 1493), Tochter von Dietrich V. von Limburg-Broich, und hatte folgende Nachkommen:
- Adolf († 20. Oktober 1506), Amtmann in Orsoy

⚭ 9. Juni 1487 mit Elisabeth von Reichenstein († 30. April 1529)
- Anna, Äbtissin des Stiftes Vilich und von Borghorst, erwähnt 1483, 1493, 1507
- Ponzetta (Bonezet, Boenset) († 1524), 1483 Stiftsdame zu Gerresheim, 1494 bis 1524 Äbtissin von Herford
- Sophia, 1483, 1497 Stiftsdame zu Gerresheim und 1494 Kanonissin zu Herford,

⚭ 1497 Reiner von Strünkede († 1535)
| Vorgänger | Amt                          | Nachfolger |
| --------- | ---------------------------- | ---------- |
| Eberhard  | Herr von Styrum um 1425–1459 | Adolf      |

| Personendaten    | Personendaten                  |
| ---------------- | ------------------------------ |
| NAME             | Limburg-Styrum, Wilhelm I. von |
| KURZBESCHREIBUNG | deutscher Adliger              |
| GEBURTSDATUM     | um 1420                        |
| STERBEDATUM      | 28. Februar 1459               |